# 思贺镇
思贺镇，是中华人民共和国广东省茂名市信宜市下辖的一个乡镇级行政单位。

## 行政区划
思贺镇下辖以下地区：
思贺村、横岗村、朋候村、满村、大坪村、双垌村、木瓜村、八排村、高田村、大垌村、三屋村和岗坳村。